# Lijst van Auschwitzgevangenen
Dit is een alfabetische lijst van Auschwitzgevangenen en -slachtoffers (een kleine selectie).

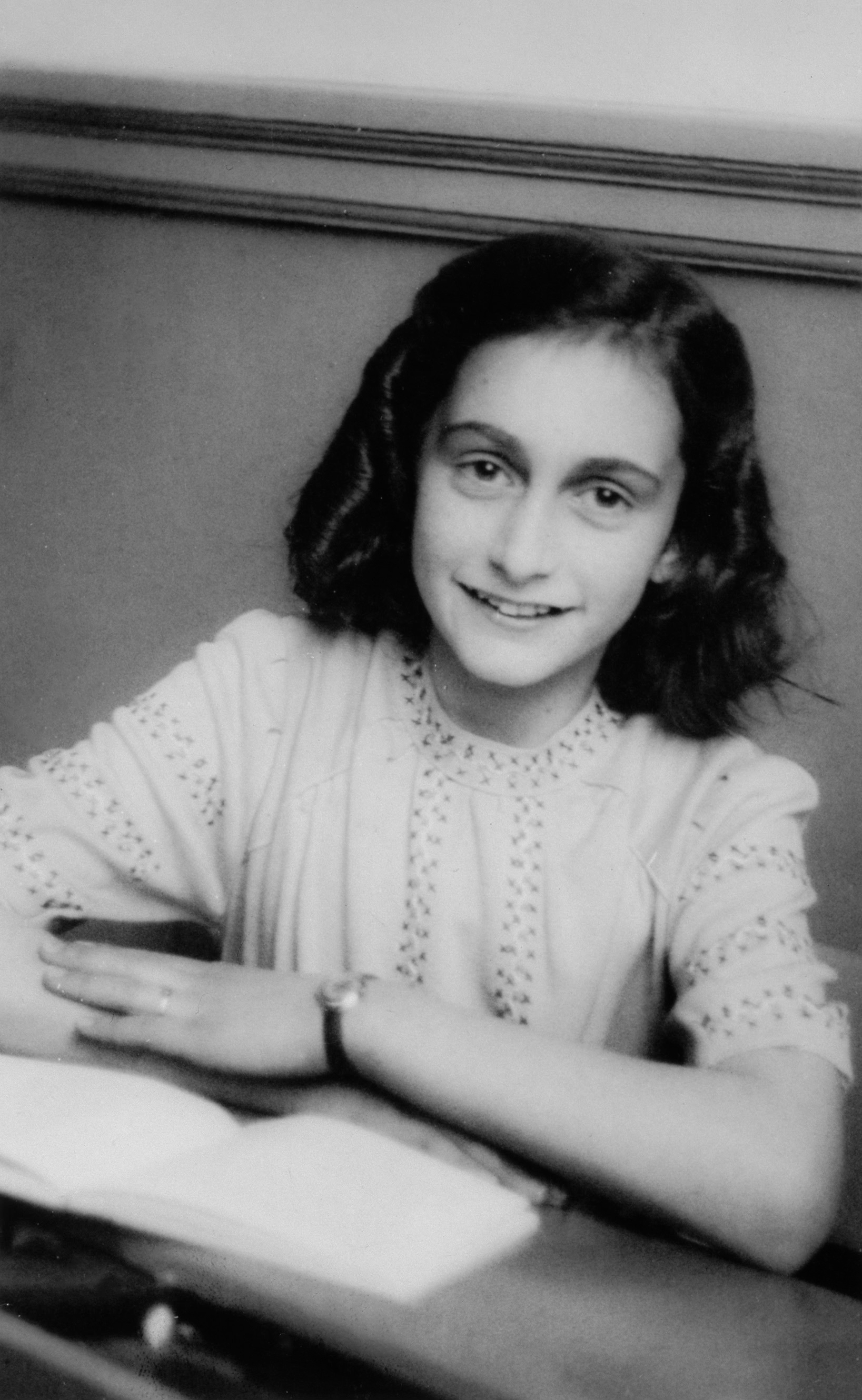
Anne Frank in 1941

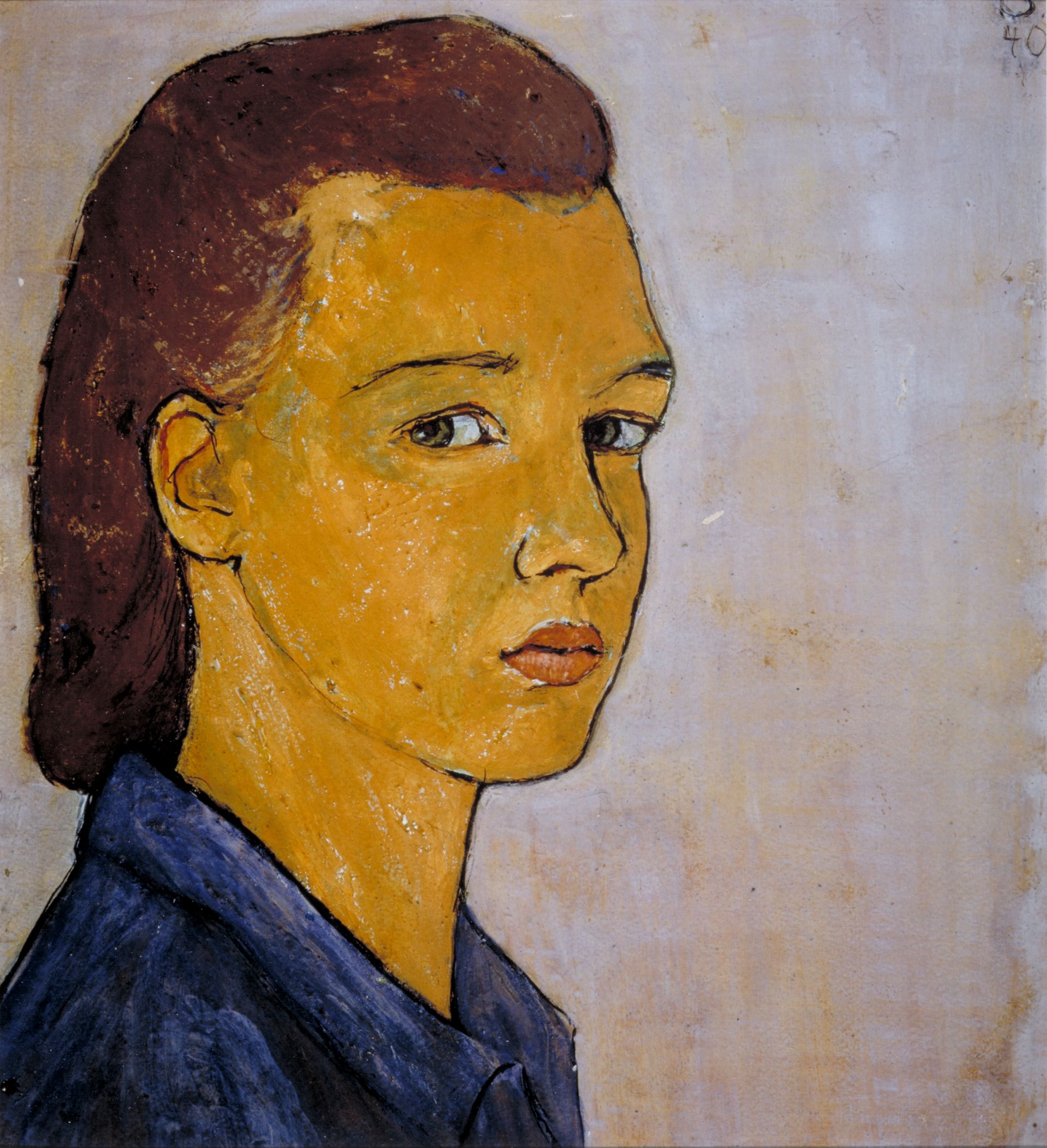
Charlotte Salomon - zelfportret uit 1940

- Erna Abramowitz, Nederlandse sopraan, vermoord in Auschwitz in 1944.
- Jean Améry, Oostenrijks-Joodse schrijver, overlevende van Auschwitz, Buchenwald en Bergen-Belsen.
- Regine Beer, Antwerpse Joodse onderwijzeres die via boeken en spreekbeurten het fascisme blijft bestrijden.
- Gerhard Durlacher, Duits-Nederlands-Joodse socioloog en schrijver.
- Anneke Fels-Kupferschnidt, richtte het Nederlands Auschwitz Comité op in 1945.
- Moshe Ze'ev Flinker, Joodse jongen geboren in Den Haag, gevlucht naar België en uiteindelijk gedeporteerd naar en vermoord in Auschwitz in 1944.
- Anne Frank was tussen september en oktober 1944 gevangene in Auschwitz II-Birkenau, ze werd daarna naar Bergen-Belsen gebracht, waar ze aan vlektyfus stierf.
- Otto Frank, vader van Anne Frank, overleefde Auschwitz I.
- Albert Béla Haas was een Frans-Joodse arts en verzetsstrijder die in 1943 een tijdje alhier gevangen zat en vervolgens naar elders gedeporteerd werd.
- Paul Halter, een van de eerste gewapende partizanen, voorzitter van de Stichting Auschwitz.
- Max Hamburger, Nederlands-Joodse psychiater die later in binnen- en buitenland vertelde over zijn ervaringen.
- Lotty Huffener-Veffer, een van de laatste Nederlandse Auschwitz-overlevenden. Zij vertelde tot op hoge leeftijd in gastlessen over haar ervaringen.
- Moissey Kogan, Russisch-Joodse beeldhouwer die in het kamp werd neergeschoten.
- Maximiliaan Kolbe, een Poolse franciscaan, was in Auschwitz I gevangen. In 1941 ging hij vrijwillig de dood in, om een vader te sparen.
- Maurits Koopman, een Nederlandse schrijver, schreef over zijn ervaringen in: 'Gezagvoerder, Levend tussen Auschwitz en de zee', Hij overleefde Auschwitz II-Birkenau.
- Hans Krása, Tsjechisch-Duits-Joodse componist.
- Rutka Laskier (±1929-1943), Pools-Joods meisje dat een dagboek bijhield.
- Primo Levi, Italiaans-Joodse schrijver en scheikundige, overleefde Auschwitz III-Monowitz en schreef later over zijn ervaringen in o.a. Is dit een mens en Het periodiek systeem.
- Ruth Maier, Oostenrijks-Joods dagboekschrijfster, werd meteen bij aankomst naar de gaskamers geleid.
- Max Moszkowicz sr., een Nederlands-Joodse advocaat. Hij overleefde het kamp.
- Witold Pilecki, Pools verzetsman, liet zich vrijwillig gevangennemen om het verzet in Auschwitz I te organiseren en inlichtingen te verzamelen, ontsnapt in 1943, na de oorlog door de Poolse communisten geëxecuteerd.
- Fia Polak overleefde Auschwitz-Birkenau en schreef haar verhaal.
- Hendrik Prins, Nederlands-Duits violist.
- Charlotte Salomon, Duits-Joodse schilderes, op de dag van haar aankomst 10 oktober 1943 vermoord.
- Mina Sluijter, eerste Nederlandse vrouw die werd gedeporteerd en vermoord wegens lesbische relatie
- Menachem Mendel Taub, Roemenes-Israëlisch-Joods rebbe van de chassidisch beweging Kaliv
- Abraham Tuschinski, een vermaard Joods-Pools-Nederlandse bioscoopexploitant, oprichter van verschillende bioscopen, waaronder het Tuschinski Theater in Amsterdam.
- Viktor Ullmann, Tsjechisch-Joods componist, werd van Theresienstadt naar Auschwitz gebracht en daar vergast.
- Shlomo Venezia, Grieks-Italiaanse Jood uit Thessaloniki, werd na zijn deportatie verplicht om als Sonderkommando te werken in Auschwitz. Hij overleefde het en schreef daarover een boek.
- Ernst Verduin, een van de laatste Nederlandse Auschwitz-overlevenden. Hij vertelde tot op hoge leeftijd in gastlessen over zijn ervaringen.
- Rudolf Vrba, Slowaaks-Canadees-Joodse farmacoloog ontsnapte uit Auschwitz en bracht een vroeg rapport uit over de massamoord.
- Elie Wiesel, Joods-Roemeens-Frans-Amerikaans schrijver overleefde Auschwitz III-Monowitz en schreef over zijn ervaringen.